# Анатолийский рок
Анатолийский рок (тур. Anadolu rock, англ. Anatolian rock) — жанр, возникший путём слияния турецкой народной музыки и рока. Он появился в середине 1960-х годов, после того, как западные рок-группы The Beatles, Rolling Stones, Led Zeppelin, Yes, Status Quo и Omega стали популярны в Турции. Элементы турецкой народной музыки и философии фольклора оказали влияние на таких певцов как Эркин Корай, Джем Караджа, Барыш Манчо, Moğollar (тур. Монголы) — они-то и стали основателями анатолийского рока.

## История
Турецкий рок, как полагает Гёкхан Ая, берёт своё начало с приезда в Турцию The Shadows в 1950-х и развивается в течение последующих десятилетий. Несомненно, что западная рок-культура очень сильно повлияла на турецкую сцену. Под влиянием Запада стало существенно изменяться само турецкое общество и турецкая культура. Эти изменения способствовали стремительному росту, развитию и популярности анатолийского рока.
В период с 1966 по 1975 психоделический рок был очень популярен в Турции, в частности работы гитариста Эркин Корая. После этого популярность получил прогрессивный рок и такие исполнители, как Барыш Манчо, Джем Караджа, Moğollar.
В последнее десятилетие наблюдается рост таких групп, как Mor ve Ötesi, Kurban, Athena, Gripin, Kargo, Duman, Vega, Çilekeş и MaNga. Жанры, в которых выступают эти исполнители весьма разнообразны, но в общем они представляют турецкую сцену и современный анатолийский рок.

## Исполнители
- 3 Hür El (Üç Hürel)
- Барыш Манчо
- Джем Караджа
- Moğollar
- Эркин Корай
- Гюльтекин Каан
- Edip Akbayram
- Murat Ses
- Altın Gün
- Ayna
- Кырач
- Халук Левент
- Bulutsuzluk Özlemi
- Haramiler
- Yırtık Uçurtma
- İlhan İrem
- Murat Göğebakan
- Grup Destan
- Мурат Кекилли
- Барыш Акарсу
- Казим Коюнджу
- Шебнем Ферах
- Огюн Санлысой
- Демир Демиркан
- Хайко Джепкин
- Айлин Аслым
- Озлем Текин
- Mor ve Ötesi
- maNga
- Yüksek Sadakat
- Pentagram a.k.a. Mezarkabul

## Крупные рок-фестивали
- Rock’n Coke
- Masstival
- Radar Live
- Uni-Rock Fest
- Rock Station Festival
- Barışarock